# Civetta
El monte Civetta (3.220 m) es una montaña en los Dolomitas, en la provincia de Belluno en Italia septentrional. La cara noroeste de la montaña tiene un empinado acantilado de más de 1.000 metros de alto.
El Civetta da su nombre a un grupo según la SOIUSA (Grupo del Civetta) y un subgrupo (Dorsal del Civetta), con el código II/C-31.II.A.3.b. Pertenece a la gran parte Alpes orientales, gran sector Alpes centrales del este, sección Dolomitas, subsección Dolomitas de Zoldo, supergrupo Dolomitas septentrionales de Zoldo.